# Rundblättriges Hasenohr
Das Rundblättrige Hasenohr (Bupleurum rotundifolium, Syn.: Bupleurum perfoliatum Lam.), auch als Acker-Hasenohr, Durchwachskraut, Durchwachs-Hasenohr oder Durchwachsenes Hasenohr bezeichnet, ist eine Pflanzenart aus der Gattung Hasenohren (Bupleurum) innerhalb der Familie der Doldenblütler (Apiaceae).

## Beschreibung

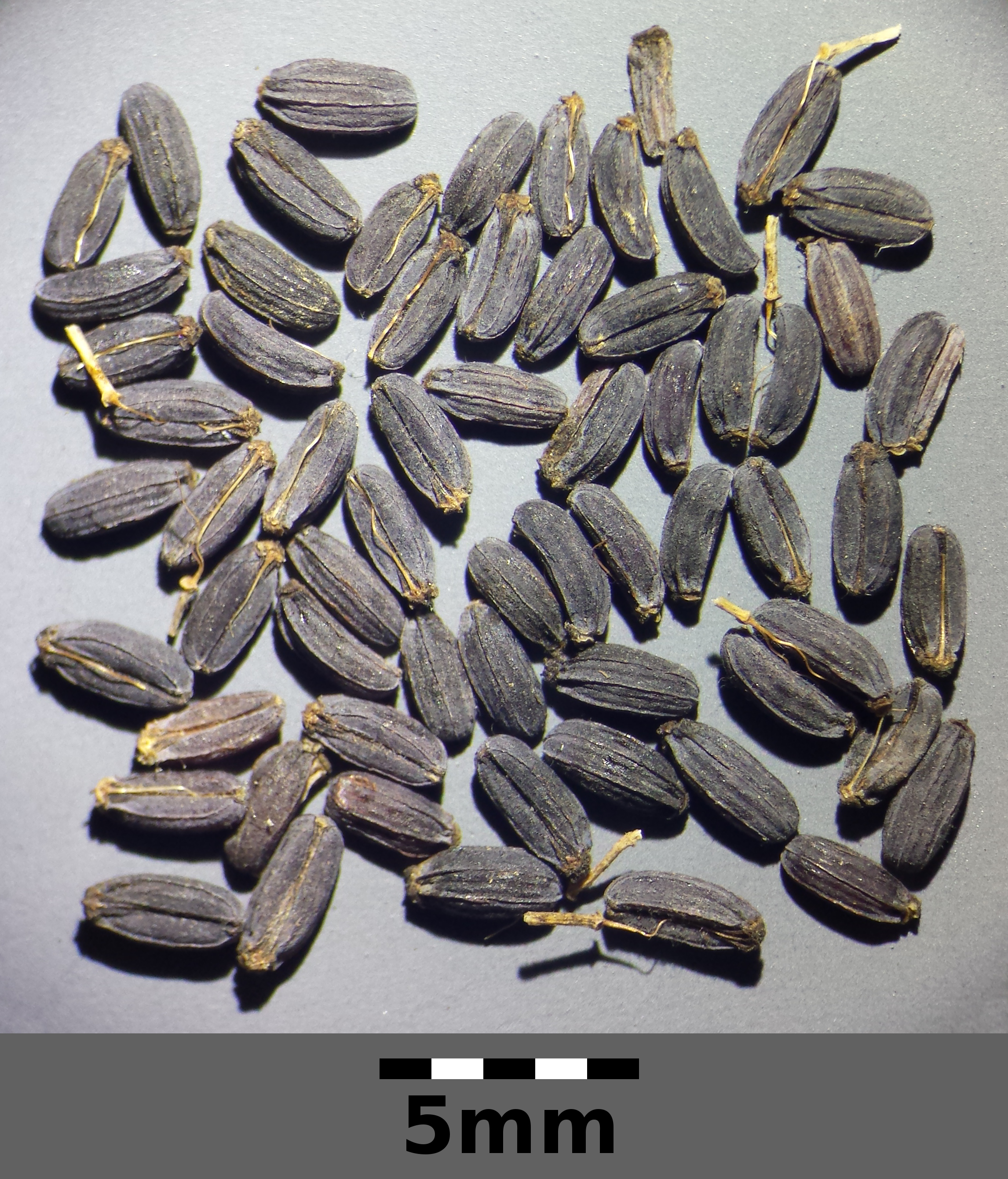
Früchte

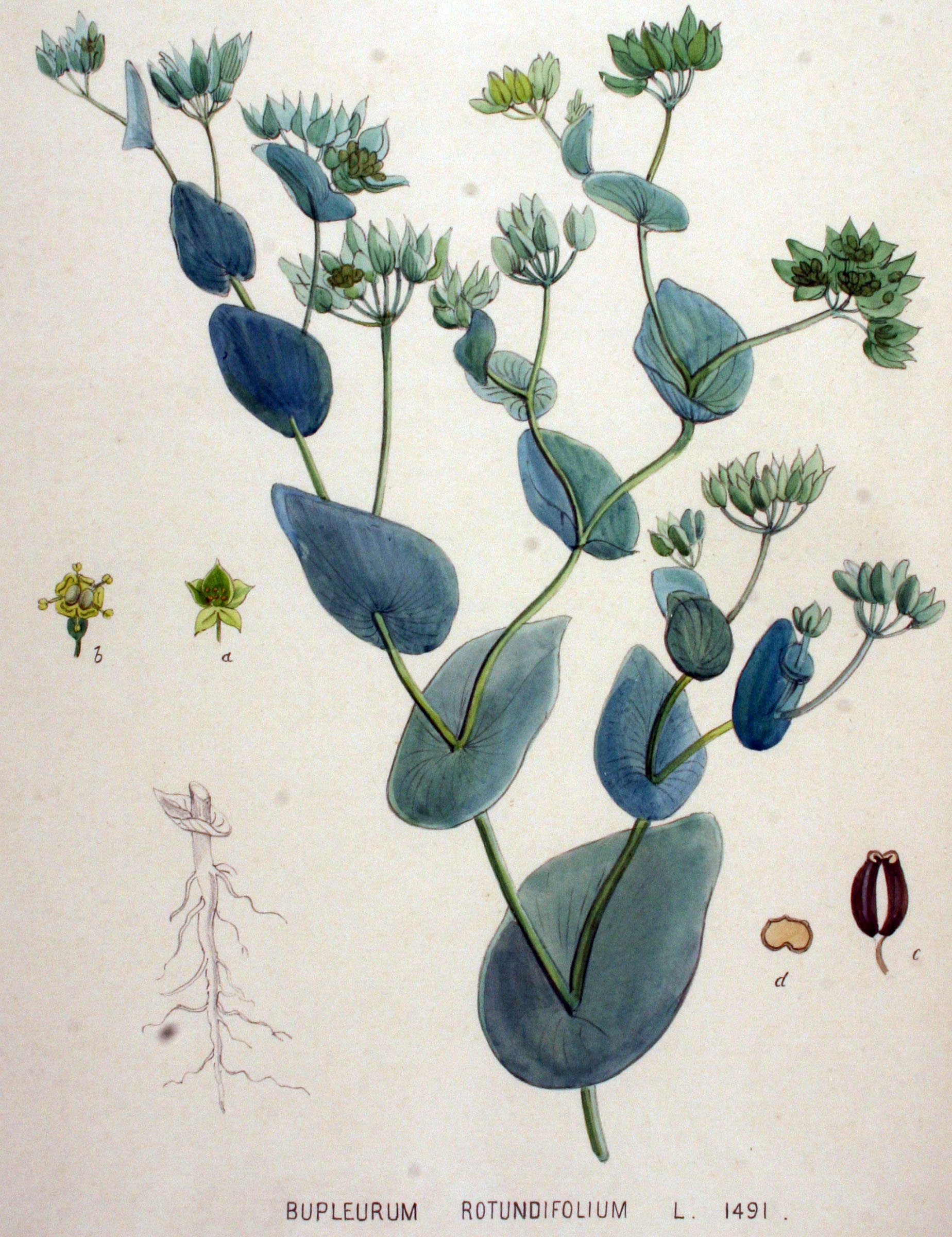
Illustration aus Flora Batava, Volume 19

Blühende Pflanzen haben eine frappante, wenn auch bloß sehr oberflächliche Habitusähnlichkeit mit manchen Wolfsmilch-Arten.

### Vegetative Merkmale
Das Rundblättrige Hasenohr wächst als einjährige krautige Pflanze und erreicht Wuchshöhen von meist 15 bis 50 (10 bis 75) Zentimetern. Der aufrechte Stängel ist kräftig, am Grund bis 4 Millimeter stark und im oberen Teil gabelig verzweigt.
Die bläulich-grünen Blattspreiten sind eiförmig. Die unteren Laubblätter sind an der Spreitenbasis etwas verschmälert und gestielt oder sitzend, bis etwa 7 Zentimeter lang und 2 bis 3 Zentimeter breit. Die mittleren und oberen Laubblätter sind durchwachsen und elliptisch oder elliptisch-eiförmig und ganzrandig.

### Generative Merkmale
Die Blütezeit liegt vorwiegend in den Monaten Juni bis August. Der doppeldoldige Blütenstand ist meist fünf- bis sieben, selten bis zu zehnstrahlig und besitzen keine Hülle. Die Doldenstiele sind 2 bis 4 Zentimeter lang. Die Doldenstrahlen sind 0,5 bis 1,5 Zentimeter lang. Die in der Regel fünf oder sechs Hüllchenblätter sind gelb-grün und rundlich-eiförmig mit spitzem oberen Ende; Sie sind zwei- bis dreimal so lang wie das Döldchen. Die Döldchen enthalten zehn bis zwölf Blüten.
Die Blüte ist zwittrig. Die gold-gelben Kronblätter sind bei einer Länge von 0,5 bis 0,7 Millimetern sowie bei einer Breite von etwa 1 Millimetern quer-rechteckig bis rundlich, mit einem kurzen eingeschlagenen Läppchen. Das Griffelpolster überragt den Rand des Fruchtknotens weit, den der reifen Frucht nur wenig.
Die schwarze Teilfrucht ist bei einer Länge von 3 bis 3,5 Millimetern elliptisch und besitzt wenig hervortretende Rippen.
Die Chromosomenzahl beträgt 2n = 16, seltener 22.

## Ökologie
Als Blütenbesucher wurden Dipteren, die Käfer Bruchus olivaceus und Spermophagus cardui sowie auch Hymenopteren (Ichneumoniden, Tenthrediniden und Sphegiden) beobachtet. Üblich ist Insektenbestäubung, es ist aber auch Selbstbestäubung möglich.
Als Parasit wurde auf dem Rundblättrigen Hasenohr der Pilz Puccinia bupleuri-falcati genannt.

## Vorkommen und Schutz
Das Rundblättrige Hasenohr kommt in Mittel- und Südeuropa, in Marokko und Algerien vor. Östlich reicht sein Verbreitungsgebiet bis in den Kaukasusraum, den Iran und Kirgisistan. Adventiv ist es auch in Nordamerika, Nordeuropa, Südafrika und Japan zu finden. Das Rundblättrige Hasenohr ist in Europa wohl erst mit dem Menschen eingewandert. Die ursprüngliche Heimat ist vermutlich Vorderasien. Das Rundblättrige Hasenohr kommt in Mitteleuropa selten bis sehr selten vor. Es steigt in Graubünden bei Obervatz bis 1200 Meter, im Kanton Wallis bis 1315 Meter auf.
Bupleurum rotundifolium wächst in Ackerunkrautgesellschaften. Es gedeiht meist auf trockenen, nährstoff- und kalkreichen, lehmigen oder tonigen Böden. Es kommt in Mitteleuropa besonders in der Gesellschaft des Sedo-Neslietum vor und ist pflanzensoziologisch eine Charakterart des Verbands Caucalidion.
Die ökologischen Zeigerwerte nach Landolt et al. 2010 sind in der Schweiz: Feuchtezahl F = 2 (mäßig trocken), Lichtzahl L = 4 (hell), Reaktionszahl R = 4 (neutral bis basisch), Temperaturzahl T = 4+ (warm-kollin), Nährstoffzahl N = 3 (mäßig nährstoffarm bis mäßig nährstoffreich), Kontinentalitätszahl K = 4 (subkontinental).
Wegen der Intensivierung der Ackerbewirtschaftung ist in Mitteleuropa das Rundblättrige Hasenohr stark zurückgegangen. In der Schweiz ist das Rundblättrige Hasenohr selten und „stark gefährdet“, gebietsweise auch „vom Aussterben bedroht“. Bupleurum rotundifolium ist in Deutschland im mittleren Gebiet sehr selten zu finden; darüber hinaus kommt das Rundblättrige Hasenohr nur gelegentlich verschleppt vor. In Österreich tritt das Durchwachs-Hasenohr selten bis sehr selten insbesondere im pannonischen Gebiet auf. Die Vorkommen erstrecken sich auf die Bundesländer Wien, Niederösterreich und das Burgenland sowie unbeständig oder nur lokal auf die Steiermark und Kärnten. In Oberösterreich, Tirol und Vorarlberg ist die Art ausgestorben. Das Rundblättrige Hasenohr hat in Mitteleuropa praktisch nur in Ackerrandstreifen bzw. im Sinne des Ackerwildkrautschutzes bewirtschafteten Äckern eine Möglichkeit zu überleben. So wurde im Landschaftsschutzgebiet Freiflächen um Giershagen die in Nordrhein-Westfalen bereits „ausgestorbene Art“ 2019 auf einem Acker des Verein für Natur- und Vogelschutz im Hochsauerlandkreis, der im Sinne eines Schutzes der Segetalflora bewirtschaftet wurde, wiederentdeckt.
In der Roten Liste der gefährdeten Pflanzenarten Deutschlands nach Metzing et al. 2018 ist das sehr seltene Rundblättrige Hasenohr in Kategorie 2 = „Stark gefährdet“; diese ist eine Verbesserung gegenüber der Roten Liste nach Korneck et. al. 1998 in der es noch in Gefährdungskategorie 1 = „vom Aussterben bedroht“ war. In der Schweiz ist Bupleurum rotundifolium „stark gefährdet“.
Das Durchwachs-Hasenohr gilt in Österreich als „stark gefährdet“ und im nördlichen Alpenvorland als „vom Aussterben“ bedroht.

## Taxonomie
Die Erstveröffentlichung von Bupleurum rotundifolium erfolgte 1753 durch Carl von Linné in Species Plantarum, Tomus I, Seite 236.

## Bilder

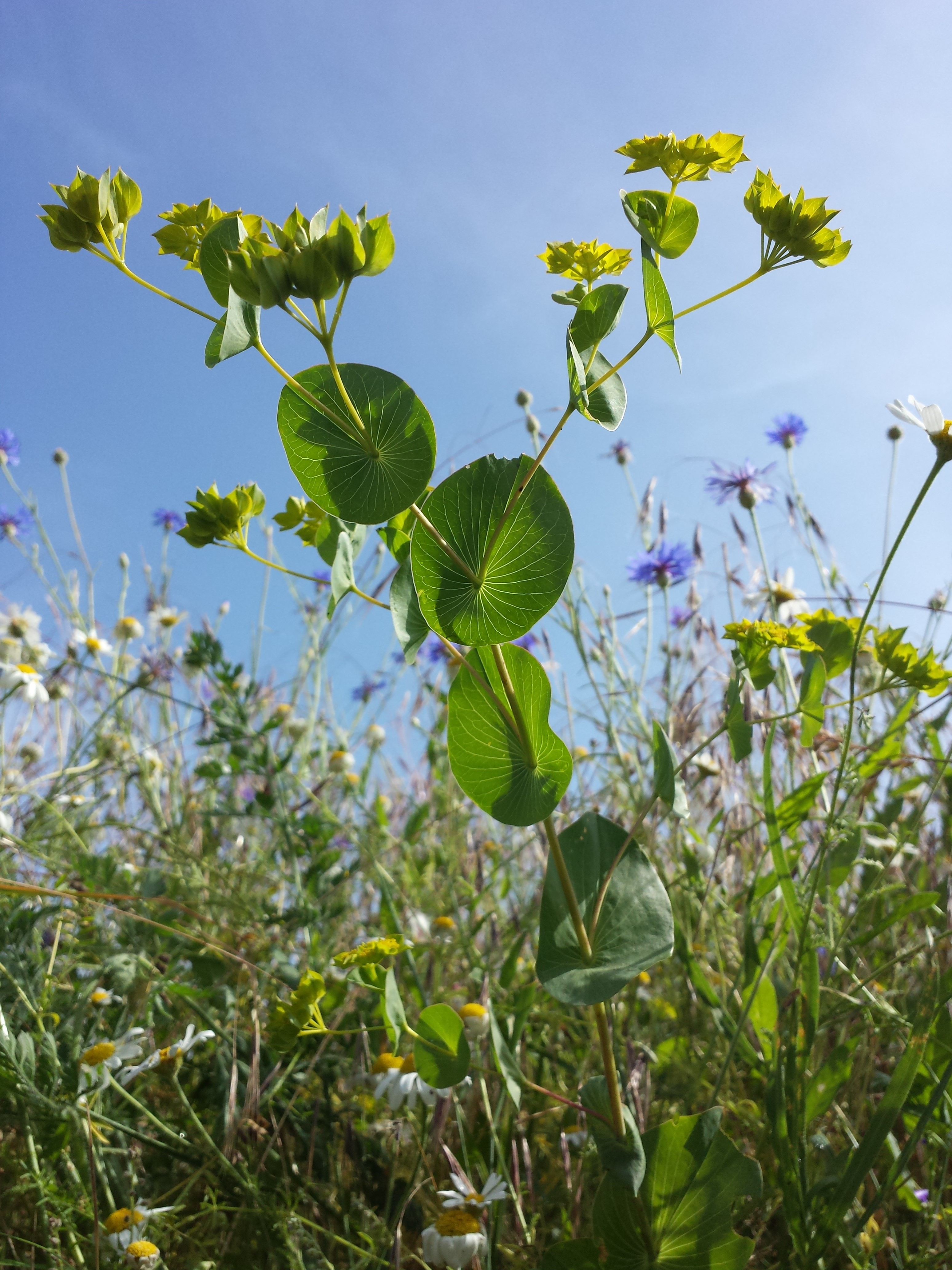
Habitus blühend
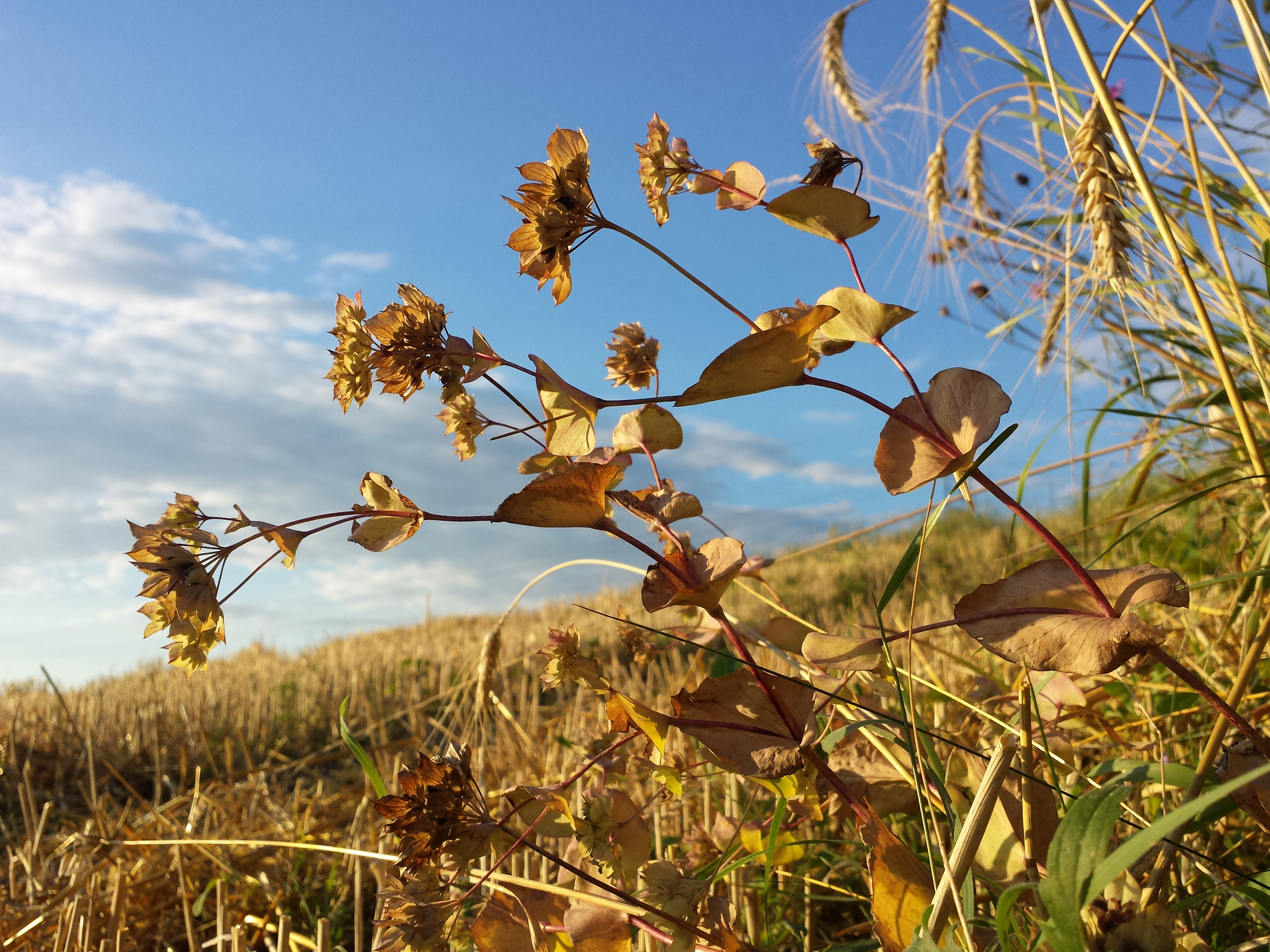
Habitus fruchtend
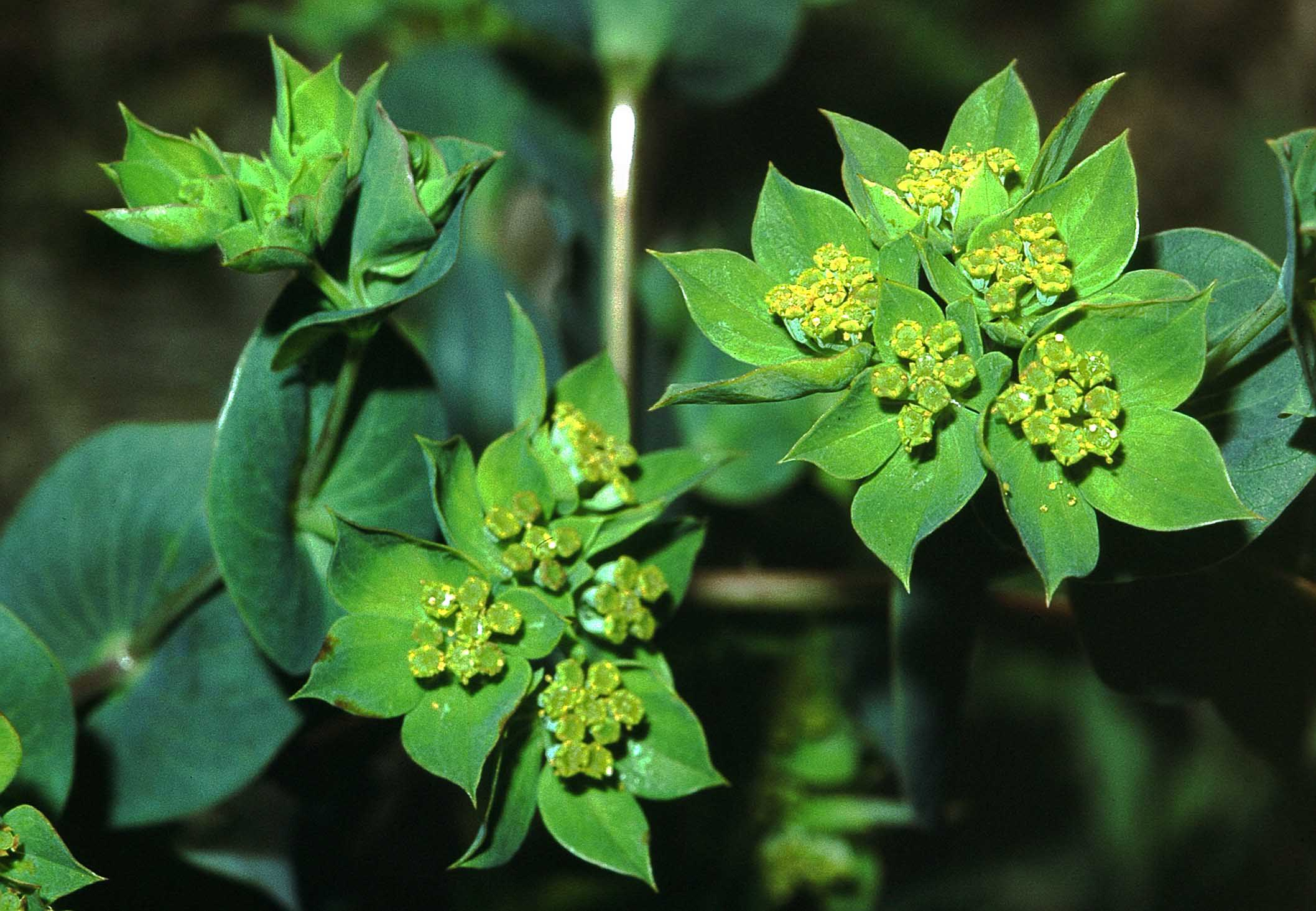
Blütenstand
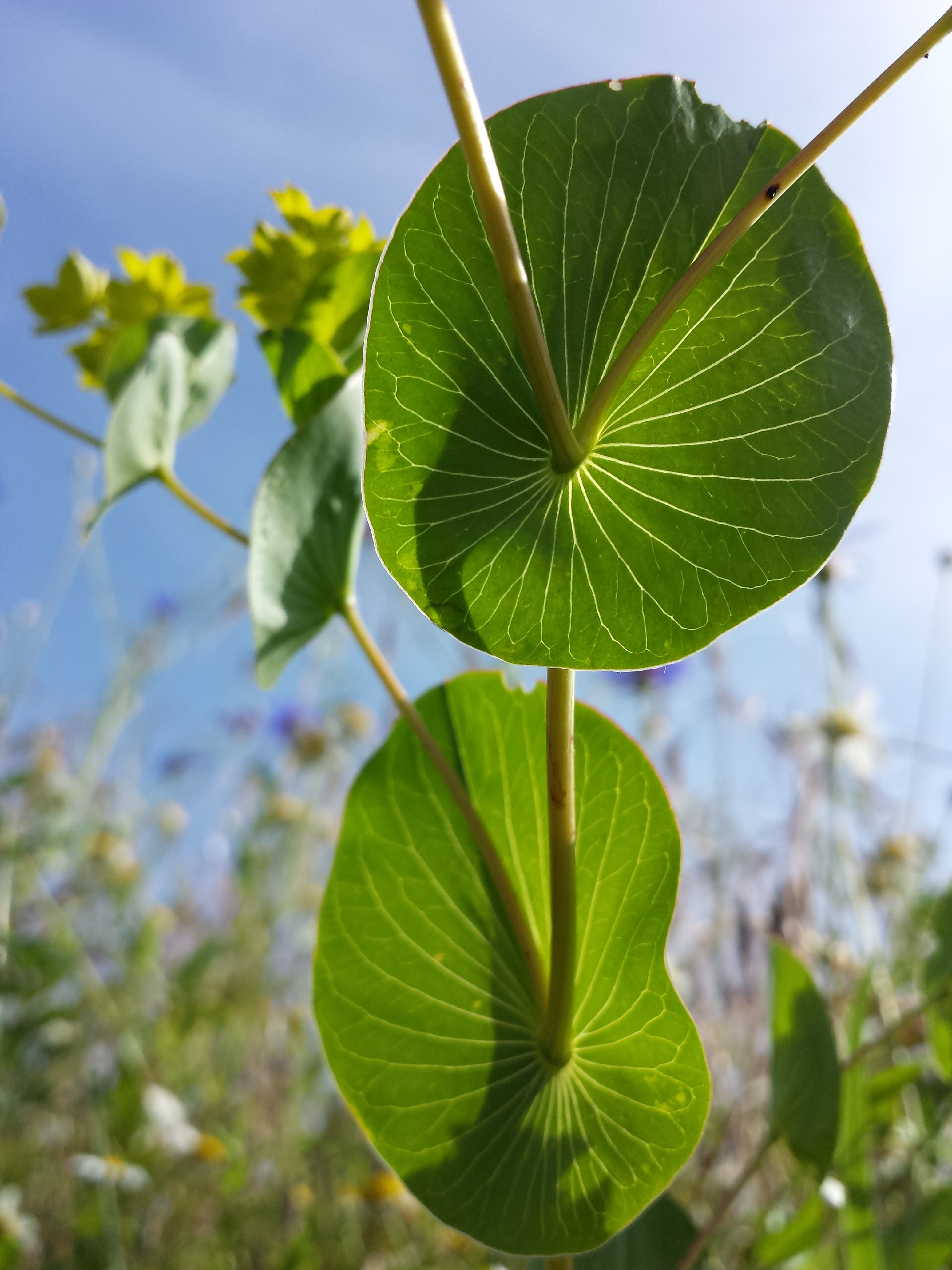
Durchwachsene Laubblätter
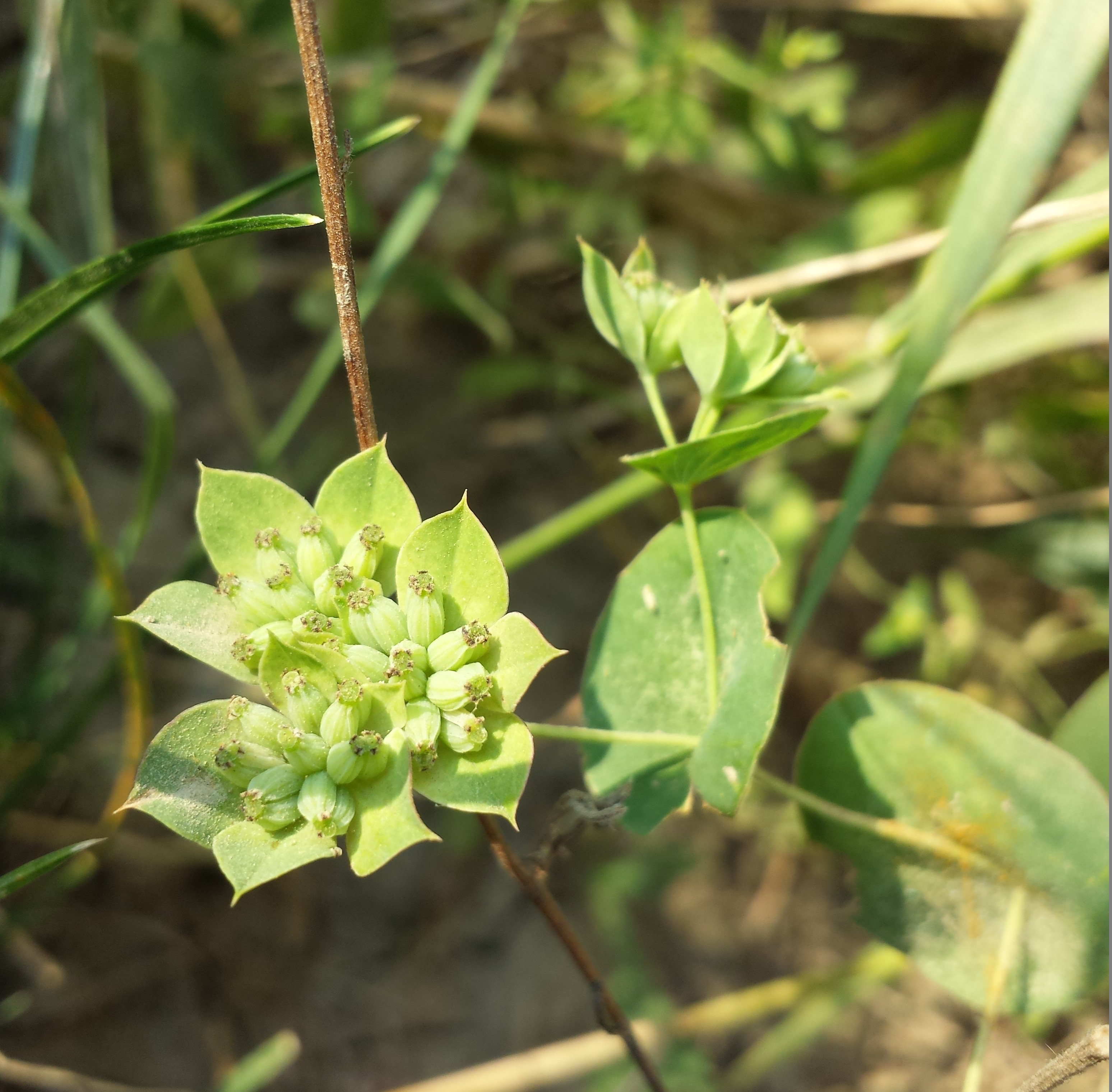
Fruchtstand

## Trivialnamen
Für das Rundblättrige Hasenohr (lateinisch früher Perfoliata oder herba perfoliata) bestehen bzw. bestanden, zum Teil auch nur regional, auch die weiteren deutschsprachigen Trivialnamen: Bruchwurz, Dürwachs (Berner Oberland), Durchkrant, Durchwachs, Hasenöhrlein (Thüringen), Nabelkraut und Stopsloch (im Westrich).